# Las Naves
Las Naves és un edifici de la ciutat de València que alberga una fundació que té com a missió la promoció de la innovació social i urbana dirigida a la millora de la qualitat de vida en la ciutadania.
L'edifici era originàriament un graner de la fàbrica Castellano del Grau. A finals de la dècada del 2000 va ser coneguda com a Greenspace, sent una sala de concerts patrocinada per Heineken. El 2011 va ser reformat per a incloure un auditori, començant una nova etapa en l'edifici, que va rebre el nom actual i que es va dedicar a fer d'espai de creació. El 2017 va convertir-se en el centre d'innovació de la ciutat.